# Epipactis helleborine ssp. distans
Epipactis helleborine ssp. distans es una subespecie de orquídeas terrestres, que se distribuye solamente en los Alpes, encontrándose en bosques y en espacios abiertos, con desarrollo bajo tierra, en suelos calcáreos.

## Etimología
El nombre Epipactis  (Epcts.), procede del griego "epipaktis", nombre de una planta medicinal usada por los griegos antiguos en la Grecia clásica.

## Nombres comunes
- Español: Orquídea heleborina de hoja ancha
- Alemán : Kurzblättrige Stendelwurz
- Inglés : Broad-leaved Helleborine

## Sinónimos
- Epipactis distans Arv.- Touv. 1872 (Basónimo)
- Epipactis helleborine ssp. orbicularis (K. Richt.) E. Klein 1997

## Hábitat
Estas orquídeas se distribuyen en la zona de los Alpes, encontrándose en bosques y en espacios abiertos, con desarrollo bajo tierra, en suelos calcáreos.

## Descripción
Todas estas especies tienen una dependencia muy fuerte en su simbiosis con su madeja de hifas.
Sus  rizomas carnosos y rastreros, desarrollan renuevos, por lo que en la próxima primavera emerge un tallo de unos  20-70 cm de longitud.
Presentan de 4 a 8 Hojas lanceoladas, alternas, que se desarrollan sucesivamente cada vez más cortas hasta cerca del extremo del tallo. Sus márgenes son enteros, el extremo picudo.

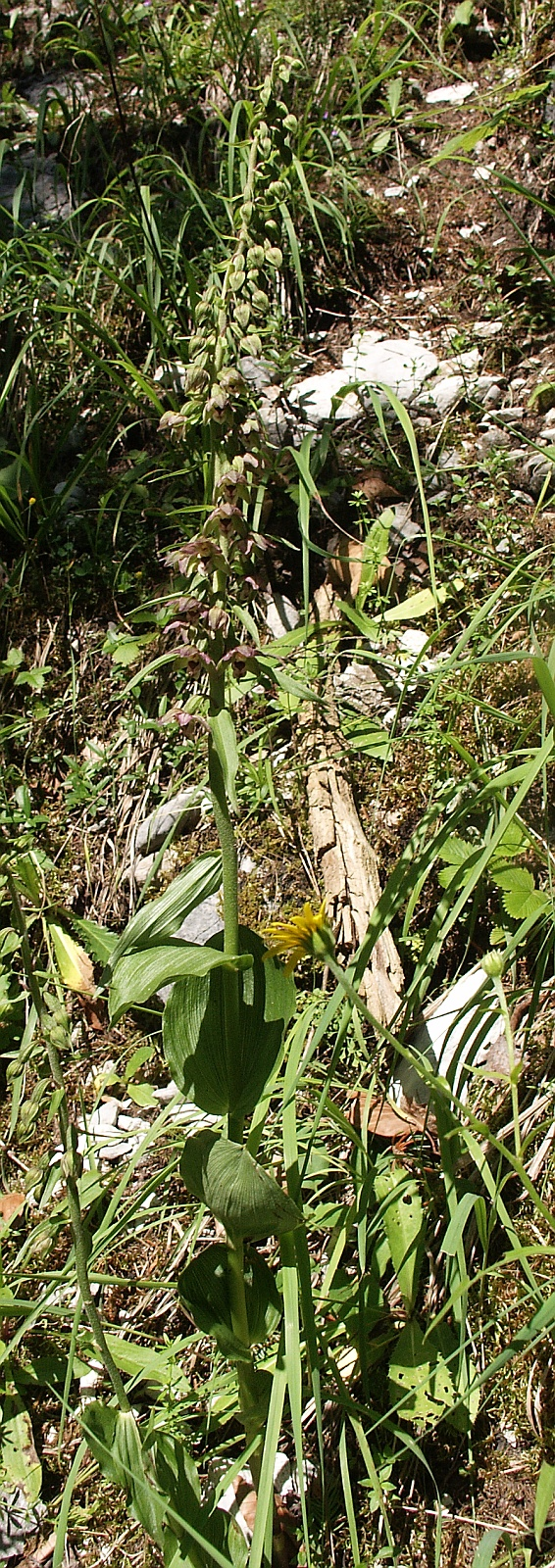
Epipactis helleborine
ssp. distans
plantas y hábitat

La inflorescencia en racimo consta de flores simétricas bilaterales con un atrayente colorido. Los 3  sépalos y los 2 pétalos laterales son ovoides y acuminados. Su colorido con más tonos de púrpura claro y rosáceos que en Epipactis helleborine.
El labelo está dividido por un hipochilo con forma de bola,  con la superficie externa de un verde blanquecino y surcado con venas oscuras. El epichilo de un blanco amarillento es ondulado con forma de abanico.
El ovario es infero. Produce una cápsula seca con incontables semillas diminutas.